# Хэш-сумма
Хэш-сумма (хэш, хэш-код), также свёртка, сводка сообщения — результат обработки данных хэш-функцией.
В криптографии хэш-сумму используют как подпись сообщения (англ. message digest).

## Применения
Значение хэш-суммы может использоваться для проверки целостности данных, их идентификации и поиска (например в P2P-сетях), а также заменять собой данные, которые небезопасно хранить в явном виде (например, пароли, ответы на вопросы тестов и т. д.). Также алгоритмы хэширования используются для проверки целостности и подлинности файлов.

## Запись
Явное значение хэш-суммы, как правило, записывается в шестнадцатеричном виде. Так, утилита md5sum, вычисляющая значение хэш-функции MD5 от заданного файла, выдаёт результат в виде строки из 32 шестнадцатеричных цифр — например, 026f8e459c8f89ef75fa7a78265a0025. Известны другие алгоритмы хэширования:
CRC32 — пример хэш-кода: F6DE2FEA
SHA-1 — пример хэш-кода: 7DD987F846400079F4B03C058365A4869047B4A0
SHA-2 — пример хэш-кода: CA737F1014A48F4C0B6DD43CB177B0AFD9E5169367544C494011E3317DBF9A509CB1E5DC1E85A941BBEE3D7F2AFBC9B1